# Paweł Albiński
Paweł Albiński (ur. 30 listopada 1986 w Krakowie) – polski pianista i kompozytor.

## Życiorys
Od urodzenia mieszka w Krakowie. Ukończył studia na Akademii Muzycznej im. Karola Lipińskiego we Wrocławiu (specjalność: fortepian). Jest również absolwentem Uniwersytetu Jagiellońskiego w Krakowie (kierunek: Kulturoznawstwo) oraz Szkoły Muzycznej II stopnia im. Mieczysława Karłowicza w Krakowie. Naukę gry na fortepianie pobierał u takich profesorów jak: Mariusz Sielski, Jan Kubica, Julita Przybylska-Nowak i Carl Petersson.  

## Działalność artystyczna
Specjalizuje się w wykonywaniu i opracowywaniu mało znanych utworów fortepianowych. Jest autorem projektu "Zapomniani kompozytorzy" mającym na celu przywracanie do wielkich sal koncertowych utworów muzyki klasycznej napisanych przez nieznanych lub niepopularnych kompozytorów z różnych epok.
W roku 2013 został reprezentantem Polski na XIX Międzynarodowym Festiwalu Muzyki "Kontrasty" organizowanym w Lwowskiej Filharmonii Obwodowej na Ukrainie. W 2014 roku współrealizował polski projekt "Dziedzictwo Oskara Kolberga" w Iwano-Frankiwskiej Filharmonii Obwodowej wykonując nieprezentowane dotąd fortepianowe dzieła Oskara Kolberga.
W Polsce jako pierwszy wykonał publicznie dzieła m.in.: Wilhelma Stenhammara, Siergieja Lapunowa, Guillaume Lekeu, Siergieja Bortkiewicza, Oskara Kolberga, Edwarda MacDowella czy Lūciji Garūty.

## Twórczość
Komponuje głównie miniatury fortepianowe. W roku 2012 w Krakowie wykonał premierowo cykl swoich ośmiu Fantazmów fortepianowych. Jego dzieła zostały również wykorzystane w filmach: "CHE - ostatnie chwile życia", "Wałensa. Początek".

## Kompozycje
- 3 Preludia na fortepian
- 8 Fantazmów fortepianowych